# Ioan Condruc
Ioan Condruc (n. 19 aprilie 1951, Vișeu de Sus, România) este un fost fotbalist și actual antrenor român, cel mai cunoscut drept căpitan al echipei FC Baia Mare în perioada sa de glorie, denumită generația Mateianu, după fotbalistul Viorel Mateianu. A jucat pe postul de fundaș, dovedind o deosebită clarviziune și viteză de reacție, fiind un jucător elegant, tehnic, lipsit de durități.
A început să joace fotbal la 16 ani, la Bradul Vișeu de Sus. În 1970 s-a transferat la FC Baia Mare, unde antrenori erau Noje și Bartha, fiind căpitanul echipei între 1977 și 1981.
A trecut apoi la UT Arad, campioana de atunci a României, iar în toamna lui 1970 a făcut parte din lotul care s-a deplasat în Olanda, UTA reușind atunci performanța de a elimina campioana europei, Feyenoord Rotterdam, în Cupa Campionilor Europeni.
A făcut parte din echipele cluburilor U Cluj-Napoca și Olimpia Satu Mare, fiind convocat de mai multe ori la echipa națională de tineret și la cea olimpică a României.
Ca antrenor, a activat la Minerul Cavnic, Unirea Seini, FC Baia Mare.
A fost căpitan al echipei FC Baia Mare care a învins naționala României cu scorul de 3-1 într-un meci amical la Constanța.